# Антоновка (Берестечковская городская община)
Анто́новка (укр. Антонівка) — село в Берестечковской городской общине Луцкого района Волынской области Украины.
До 2020 года входило в Гороховский район.
Код КОАТУУ — 0720885803. Население по переписи 2001 года составляет 225 человек. Почтовый индекс — 45765. Телефонный код — 3379. Занимает площадь 6,808 км².